# Stefan de Vries
Pour les articles homonymes, voir De Vries.
Stefan de Vries, né le 13 juin 1970 à Middelbourg, est un journaliste néerlandais qui habite à Paris depuis 1999.

## Biographie
Depuis mars 2005, il est correspondant en France. Il travaille pour la télévision commerciale des Pays-Bas, RTL4 et en tant que correspondant Affaires européennes pour Euronews. Il participe régulièrement à des émissions à la télévision et à la radio française. De 2016 à 2018, il était 'L'œil européen' de l'émission Avenue de l'Europe. Il est régulièrement invité de France Info, France Culture, Europe 1, RTL ou encore d'Arte, notamment dans l'émission 28 minutes.
Chaque mois il écrit une tribune sur les questions européennes dans le quotidien La Croix. En 2014-2015, il est régulièrement le co-animateur de l'émission Tous Politiques sur France Inter. 
Il a réalisé et monté plusieurs courts-métrages et a également publié plusieurs livres, dont un sur le savoir-vivre et un autre sur le Printemps arabe.
Une photo prise de son balcon a créé un buzz sur les réseaux sociaux. La photo montrait un autre angle d'une interview de TF1 avec le député européen Jean-Luc Mélenchon. Selon De Vries, c'était clairement une mise en scène. Mélenchon a dû s'expliquer au Grand Journal, où il a confirmé que c'était en effet de la communication politique et il a traité De Vries entre autres de « planqué », « glandu » et « péquenaud ».
Il a par ailleurs été candidat à la primaire EELV pour l'élection municipale à Paris de 2014.
En 2016, il publie un article sur le projet de réforme de la Constitution et la déchéance de la nationalité française dans le cadre de la lutte contre le terrorisme.

## Publications
- (nl) Parijs op Zak (Guide de voyage sur Paris), 2014  (ISBN 978-90-4980294-3)
- (nl) Het Blauwe Boekje (Le Livre bleu), 2004  (ISBN 978-90-8088802-9)
- (nl) Francyclopedie: een ABC van Frankrijk, 2009 (Francyclopédie : explication de la France d’aujourd’hui)  (ISBN 978-90-8088809-8)

## Prix
- 26 juin 2012, Prix de l'initiative européenne [6]